# Farès Benabderahmane
Farès Benabderahmane, est un footballeur algérien né le 11 août 1987 à Sidi Aïssa, dans la banlieue de M'Sila. Il évolue au poste de défenseur central au RC Kouba.

## Biographie
Il dispute plus de 200 matchs en première division algérienne, principalement avec les clubs de l'USM El Harrach, de l'ES Sétif, et de l'USM Bel Abbès.
Avec l'équipe de Sétif, il joue trois matchs en Ligue des champions d'Afrique, et cinq en Coupe de la confédération.
Il remporte au cours de sa carrière un titre de champion d'Algérie, une Coupe d'Algérie, et une Supercoupe.

## Palmarès
- Champion d'Algérie en 2013 avec l'ES Sétif
- Vainqueur de la Coupe d'Algérie en 2018 avec l'USM Bel Abbès
- Finaliste de la Coupe d'Algérie en 2011 avec l'USM El Harrach
- Finaliste de la Coupe d'Algérie en 2012 avec le CR Belouizdad
- Finaliste de la Supercoupe d'Algérie en 2013 avec l'ES Sétif